# البيرة (بيسان)
البيرة قرية فلسطينية مهجرة تقع 7 كم شمال مدينة بيسان، على بعد 7.5 كم منها، وفي الشمال الغربي من قرية كوكب الهوا، وتصلها بهما طريق معبدة فرعية. وتصلها طرق ممهدة فرعية بقرى دنة، وكفرة، وجبّول، وخربة أم صابونة. ويمر بجنوبها مباشرة خط أنابيب النفط الذي كان قبل عام 1948 ينقل النفط العراقي لتكريره في مصفاة النفط في حيفا.
أقيمت قرية البيرة فوق قواعد مرتفعات الجليل الأدنى المطلة على غور بيسان. وترتفع نحو 160 م عن سطح البحر. وتشرف على وادي البيرة الذي يجري إلى الشمال منها منحدراً من مرتفعات الجليل وهابطاً إلى غور بيسان ليرفد في النهاية نهر الأردن. وتكثر المياه في وادي البيرة الذي يجري إلى الشمال منها منحدراً من مرتفعات الجليل وهابطاً إلى غور بيسان ليرفد في النهاية نهر الأردن. وتستغل المياه في وادي البيرة في أغراض الري والشرب.
بنيت معظم بيوت البيرة من الحجارة، واتخذ مخططها شكلاً مستطيلاً، إذ امتدت القرية القديمة أول الأمر نحو الشمال والجنوب. ثم أخذ نموها يسير في محورين بمحاذاة الطريقين المؤديتين إلى قرية وادي البيرة في الشرق. وقد بلغت مساحة البيرة في عام 1945 نحو 52 دونماً. وكانت تمتد عبر نموها العمراني فوق بقعة أثرية تحتوي على أنقاض قرية قديمة. وباستثناء بعض الدكاكين الصغيرة فإن البيرة كانت شبه خالية من المرافق والخدمات العامة، ولذا اعتمد سكانها على مدينة بيسان المجاورة كمركز تسويقي وإداري.
لقرية البيرة أراض مساحتها 6.866 دونماً منها 96 دونماً للطرق والأودية، ولا يملك اليهود منها شيئاً. وكانت تستغل في زراعة الحبوب وبعض أنواع الخضر والأشجار المثمرة. وقد شغلت أشجار الزيتون أكبر مساحة بين المحاصيل الزراعية. وإلى جانب الزراعة قامت مهمة الرعي معتمدة على الأعشاب الطبيعية فوق أقدام الجبال. وكانت الزراعة تعتمد على مياه الأمطار والينابيع ذات المياه الغزيرة والعذبة.
كان في البيرة نحو 200 نسمة في عام 1922، وازداد عدد سكانها إلى 220 نسمة في عام 1931. وإلى 260 نسمة في عام 1945. وكان هؤلاء السكان يقيمون في نحو 65 بيتاً عام 1945 وقد طردهم اليهود من ديارهم وهدموا بيوتهم خلال حرب 1948. وكان عددهم عام 48 حوالي 302 نسمة، وكان ذلك في 16 مايو 1948، ويبلغ مجموع اللاجئين من هذه القرية في عام 1998 حوالي 1.852 نسمة.

## معنى كلمة البيرة
والبيرة بمعنى الآبار. ذكرها الفرنج باسم "Leberium".

## القرية اليوم
لم يبق من القرية سوى حيطان منازلها. فالموقع مُسيَّج، وتُغطيه الأعشاب ونبات الصبار والأشواك. وتنمو بعض أشجار التين والتوت قرب نبع في الوادي، عند أسفل الموقع. أما الأراضي المجاورة فتُستَخدم مرعى للمواشي.
وجميع سكان القرية كانوا من عائلة العمري المنسوبين إلى الصحابي عمر بن الخطاب.[بحاجة لمصدر]

## المواقع التي تحمل اسم البيرة في فلسطين
1) البيرة: البلدة متصلة البناء برام الله.
2)البيرة: القرية المتواضعة في قضاء الخليل.
3 و4 و5) تحمل كل منها اسم «خربة البيرة» وتقع في أقضية الرملة وغزة والقدس.

## روابط خارجية
- موقع فلسطين في الذاكرة